# Zephyrarchaea melindae
Zephyrarchaea melindae es una especie de araña del género Zephyrarchaea, familia Archaeidae. Fue descrita científicamente por Rix & Harvey en 2012.
Habita en Australia.